# Пассаж (Санкт-Петербург)
Пасса́ж — один из старейших и крупнейших торговых домов в Санкт-Петербурге. Почтовый адрес — Невский проспект, дом № 48.

## История

### Российская империя
Здание универмага построено в 1846—1848 годах, открыто 9 мая 1848 года. Архитектором выступил Р. А. Желязевич по заказу тогдашнего владельца земельного участка графа Якова Ивановича Эссен-Стенбок-Фермора.
Традиционные гостиные дворы были открытыми на прилегающие улицы и площади галереи, а «Пассаж» был крытой галереей, идущей сквозь квартал. В здании было более ста торговых помещений, зрительный зал, ресторан и развлечения вроде «кабинета восковых фигур».
В 1879 году в части помещений «Пассажа» расположился единственный зарубежный банк, допущенный к работе в России, французский «Crédit Lyonnais».
В расположенном со стороны Итальянской улицы концертном зале с 1860-х годов устраивались публичные научно-просветительские лекции, проходили музыкальные вечера и вечера Литературного фонда. Здесь выступали Тургенев, Некрасов, Достоевский, Чернышевский, Шевченко.
В 1899—1901 годах здание по воле его новой владелицы княгини Н. А. Барятинской было перестроено архитектором С. С. Козловым. Здание стало четырёхэтажным, к главному фасаду был пристроен входной двухколонный портик. В реконструированном здании располагалось шестьдесят четыре торговых зала общей площадью более 5000 м² (здание стало только торговым).
Новым для архитектуры того времени было включение в интерьер конструктивных элементов, в частности, световой фонарь, придавший галерее лёгкость и воздушность. Главный фасад выходит на Невский проспект, он помпезен, на Итальянской улице фасад более скромный, с элементами модерна (кронштейны массивные, с прорезями-желобками, на них расположены эркеры над центральными дверными проёмами, объединённые на уровне второго этажа; левый вход изначально был входом в зрительный зал). На фасаде сочетается гладкая штукатурка и штукатурка «под шубу».
В 1904—1906 годах в концертном зале работал Новый драматический театр В. Ф. Комиссаржевской. С 1908 года здесь ежегодно гастролировал московский театр С. Ф. Сабурова.

### СССР
В 1920—1922 годах «Пассаж» был закрыт на очередную реконструкцию.
В 1933 году «Пассаж» стал государственным универмагом. В 1934 году здание было частично перепланировано по проекту Н. А. Троцкого. Были устроены лестницы и мост-переход между галереями, а также проведена реконструкция зала на третьем этаже со световыми окнами, где сейчас расположена секция «Товары для дома».
В 1941 году «Пассаж» был закрыт на консервацию и был вновь открыт в феврале 1947 года.
В 1961 году в «Пассаже» открылся первый в СССР универмаг для женщин.

### Россия
В 1992 году универмаг «Пассаж» был акционирован и стал акционерным обществом закрытого типа. Его филиалы — магазины «Ярославна», «Весна», «Красота», «Людмила» и др. — стали самостоятельными юридическими лицами. В мае 2006 года торговый дом «Пассаж» был приобретён на аукционе за 50 млн долларов и перешёл под контроль Шалвы Чигиринского.
В сентябре 2011 года универмаг «Невский Пассаж» был приобретен инвестиционным фондом Jensen Group у структур банка «ВТБ» (сумму сделки аналитики оценили в $80 млн).

Виды Пассажа
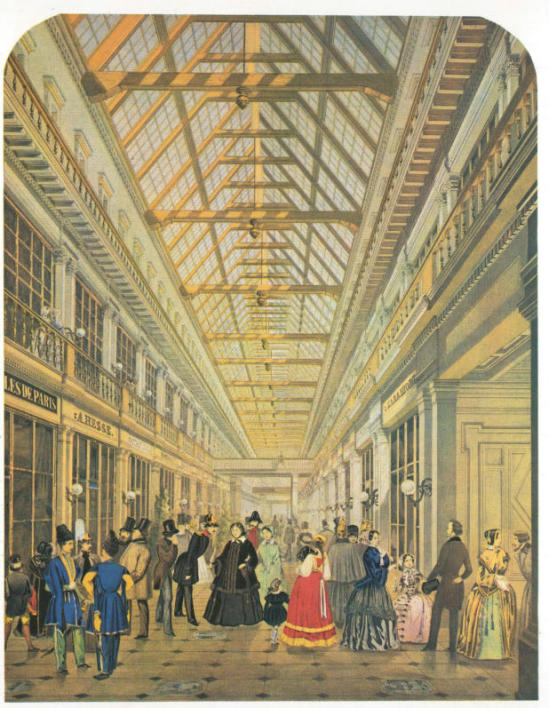
Интерьер Пассажа в середине XIX века
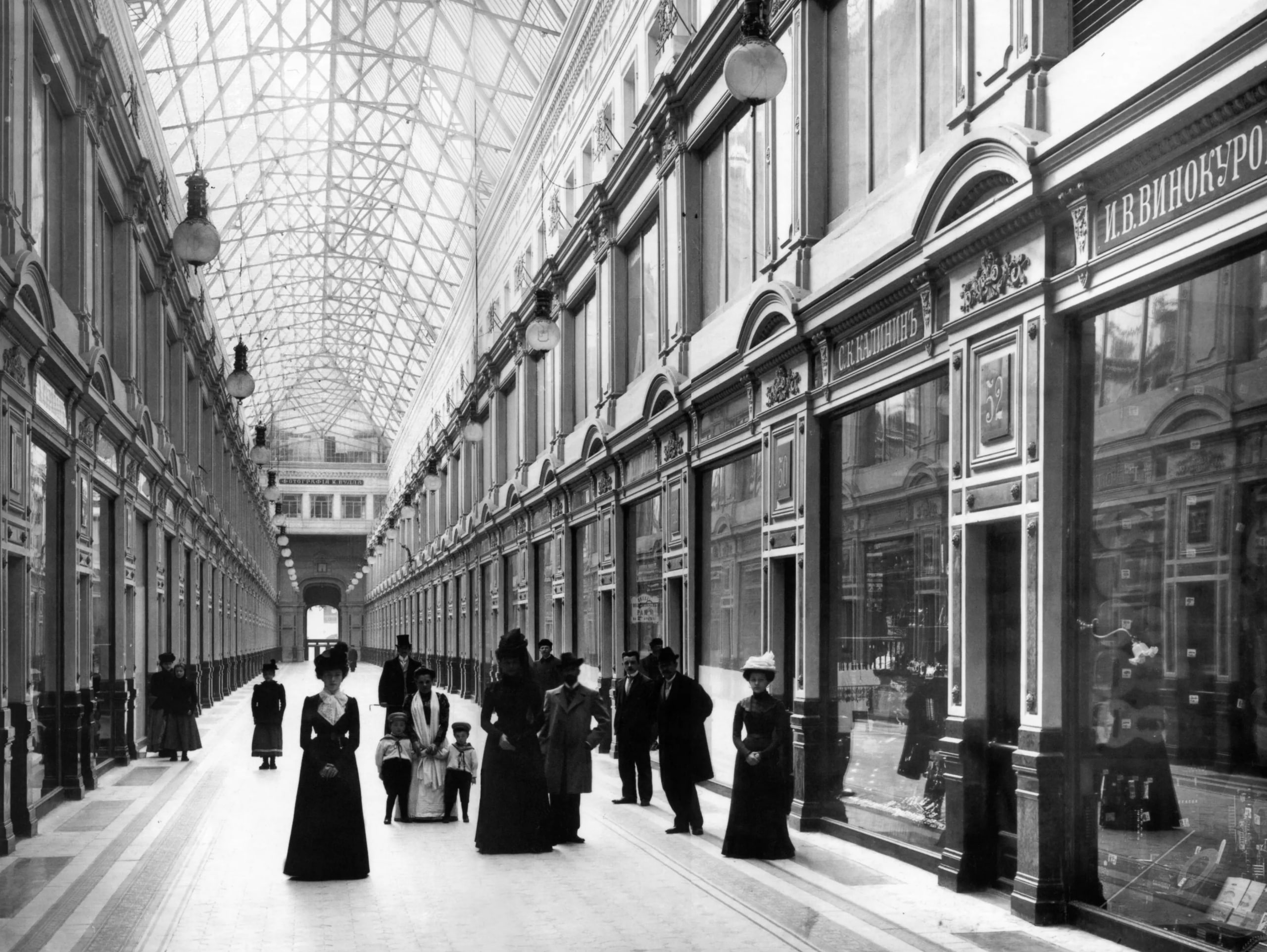
Пассаж в начале XX века
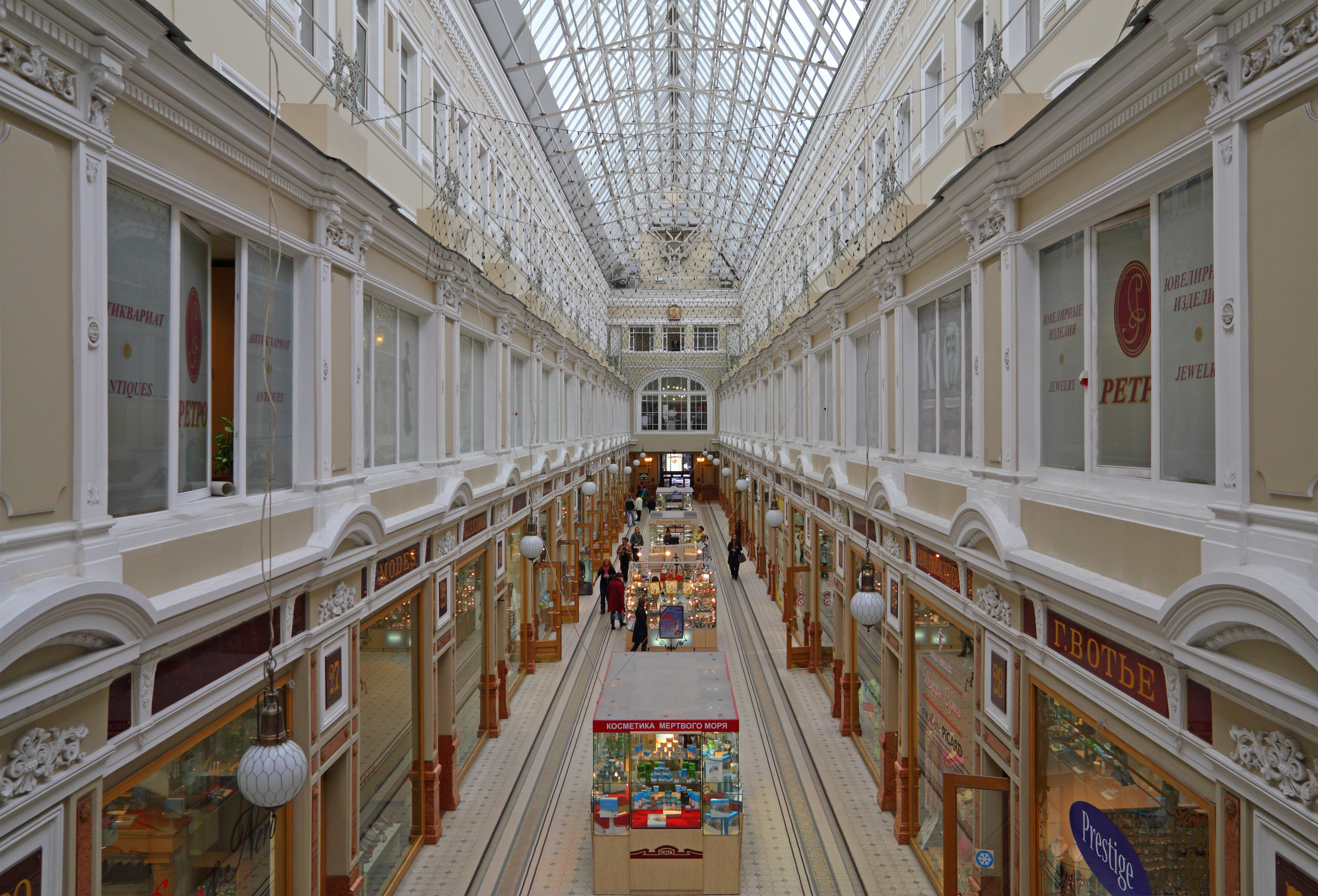
Современный интерьер

## В литературе
- Крокодил. Необыкновенное событие, или Пассаж в Пассаже